# ARID4A
La proteína ARID4A ("dominio de interacción rico en AT de la proteína 4A", del inglés "AT-rich interactive domain-containing protein 4A") es una proteína humana codificada por el gen arid4A. La proteína codificada por este gen es expresada en el núcleo celular. Se une directamente, junto con otras proteínas, a la proteína retinoblastoma (pRB) que regula procesos de proliferación celular. pRB reprime la transcripción por reclutamiento de la proteína codificada. La proteína ARID4A actúa como molécula puente para reclutar histonas deacetilasas (HDAC) y, además, provee de una segunda vía de represión independiente de HDAC. Si bien se han observado múltiples transcritos del gen arid4A, no todos ellos han sido completamente descritos.

## Interacciones
La proteína ARID4A ha demostrado ser capaz de interaccionar con la proteína retinoblastoma.